# التاريخ العسكري للأمريكيين الأفارقة
يمتد التاريخ العسكري للأمريكيين الأفارقة منذ وصول أول أفارقة مستعبدين خلال التاريخ الاستعماري للولايات المتحدة حتى يومنا هذا. انخرط الأمريكيون الأفارقة في كل حرب شاركت الولايات المتحدة بها أو حصلت فيها، بما في ذلك حرب الاستقلال الأمريكية، وحرب 1812، والحرب المكسيكية الأمريكية، والحرب الأهلية الأمريكية، والحرب الإسبانية الأمريكية، والحربين العالميتين، والحرب الكورية، وحرب فيتنام، وحرب الخليج، والحروب في أفغانستان والعراق بالإضافة إلى غيرها من الصراعات الثانوية.

## حرب الاستقلال الأمريكية

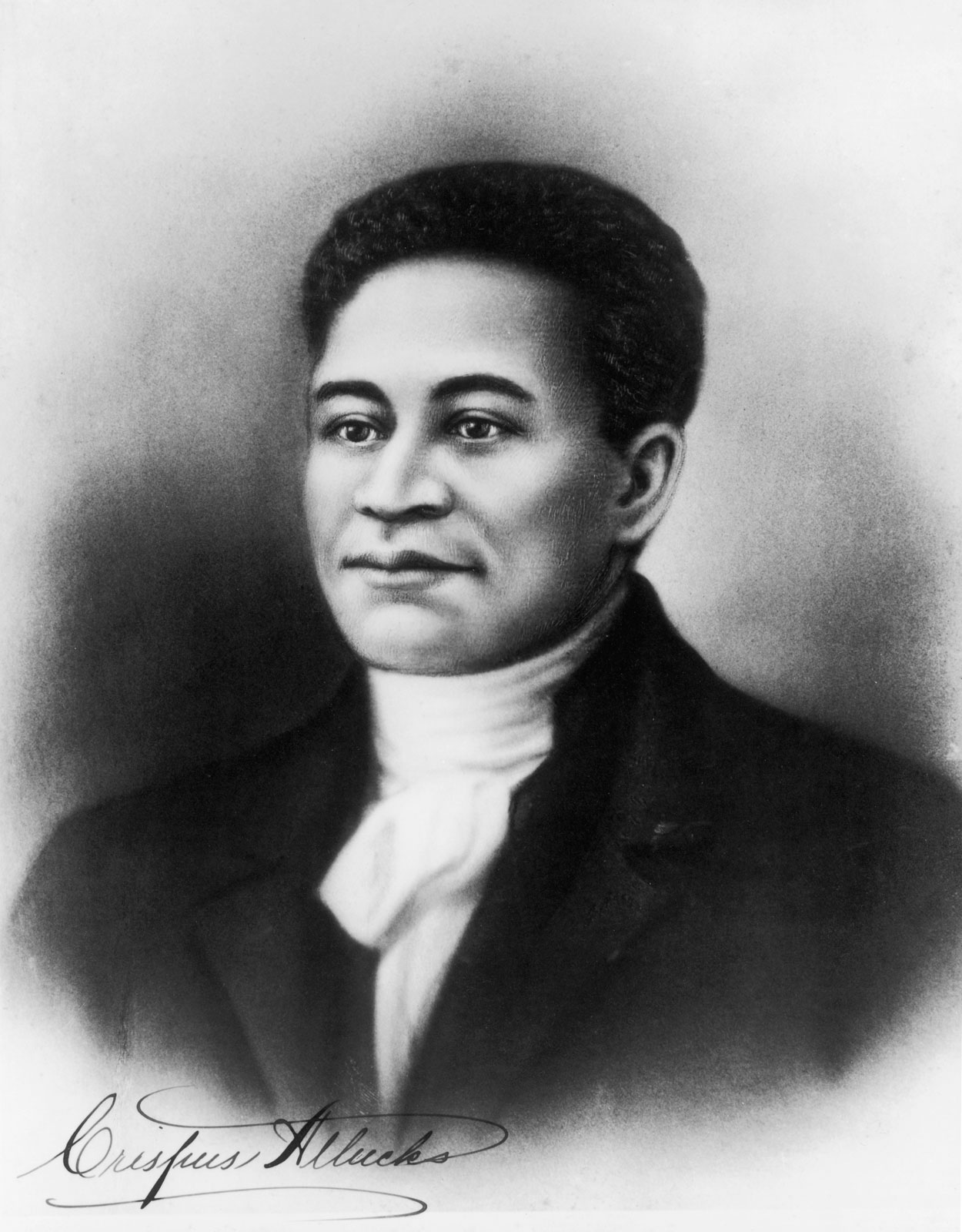
كان كريسبوس أتوكس أيقونةً في النضال بين الوطنيين، إذ شارك في احتجاج عام 1770، وأُصيب بعيارات نارية أطلقها الجنود الملكيون خلال ما عُرف بمذبحة بوسطن.

خدم الأمريكيون الأفارقة، العبيد والأحرار، مع كلا الطرفين المتنازعين في حرب الاستقلال الأمريكية. أفاد غاري ناش بأن الأبحاث الحديثة قد خلصت إلى أن وجود نحو تسعة آلاف جندي أسود مع الجانب الأمريكي آنذاك، بما في ذلك الجيش القاري وقوات البحرية ووحدات الميليشيات الحكومية، بالإضافة إلى القراصنة وعمال العربات في الجيش والخدم والضباط والجواسيس. يلاحظ راي رافائيل أنه في حين انضمام الآلاف من الأمريكيين الأفارقة إلى جانب الموالين، «حاول عدد أكبر بكثير، أحرارًا وعبيدًا، تعزيز مصالحهم من خلال الانحياز إلى الوطنيين».
خدم الجنود السود في الميليشيات الشمالية منذ بداية الحرب، ولكن هذا كان ممنوعًا في الجنوب، حيث خشي أصحاب العبيد تسليحهم. أصدر اللورد دونمور، الحاكم الملكي لفيرجينيا، إعلان تحرير العبيد في نوفمبر 1775، واعدًا العبيد الهاربين الذين قاتلوا من أجل البريطانيين بالحرية، في حين أصدر السير هنري كلينتون مرسومًا مشابهًا في نيويورك عام 1779. هرب أكثر من مئة ألف من العبيد إلى الصفوف البريطانية، ولكن لم يتجاوز عدد من خدم منهم في الخطوط الأمامية الألف جندي. يقيم العديد من أحفاد الموالين السود اليوم في كندا وسيراليون، بعد أن أدى العديد من الموالين السود الخدمة العسكرية في الجيش البريطاني، لا سيما كجزء من الفوج الأسود الوحيد للحرب، الرواد السود؛ في حين خدم آخرون بأدوار غير عسكرية.
ردًا على تجنيد بريطانيا للأمريكيين الأفارقة، رفعت واشنطن الحظر المفروض على تجنيد السود في الجيش القاري في يناير 1776، وخاصةً بعد نقص عدد الجنود فيه، وشُكلت جميع وحدات السود حينها في رود آيلاند وماساتشوستس. كان العديد منهم عبيدًا وُعدوا بالحرية بعد خدمتهم؛ جاءت وحدة أخرى من الأمريكيين الأفارقة من هايتي مع القوات الفرنسية، وقاتل ما لا يقل عن خمسة آلاف جندي أمريكي من أصل أفريقي ضمن صفوف الثوار، في حين خدم ما لا يقل عن 20 ألف جندي مع البريطانيين.
يُعد بيتر سالم وسالم بور الأمريكيين الأفريقيين الأكثر شهرة بين وطنيي تلك الحقبة، وربما كان الكولونيل تاي من أكثر الموالين السود شهرةً حينها.
خدم الأمريكيون الأفارقة أيضًا مع العديد من وحدات حرب العصابات في كارولاينا الجنوبية، بما في ذلك وحدة «سوامب فوكس»، بقيادة فرانسيس ماريون، والتي كان نصف جنودها أحيانًا من السود الأحرار. أحدثت هذه القوات السوداء فرقًا جوهريًا في القتال في المستنقعات، وحافظت على كفاءة مقاتلي ماريون حتى عندما أصيب العديد من جنوده البيض بالملاريا أو الحمى الصفراء.
كان جون مارتن، المعروف أيضًا باسم كيتو، أول أمريكي أسود يقاتل في مشاة البحرية؛ وهو أحد عبيد ولاية ديلاوير، وقد جنده مايلز بنينجتون، قبطان السفينة القارية يو إس إس ريبريسال، في أبريل 1776 دون إذن مالكه. خدم مارتن مع فصيلة مشاة البحرية على متن ريبريسال لمدة عام ونصف وشارك في العديد من معارك السفن، بما في ذلك الإغارة على السفن والاشتباك المباشر مع طاقمها، لكنه فُقد مع بقية وحدته عندما غرقت السفينة في أكتوبر 1777. خدم ما لا يقل عن 12 رجلًا أسودًا مع وحدات البحرية الأمريكية المختلفة خلال 1776- 1777؛ ربما خدم المزيد منهم، ولكن لم يتم تحديد ما إن كانوا سود في السجلات الرسمية. ومع ذلك، حدد وزير الحرب جيمس ماك هنري وفق قواعده لعام 1798، عندما أعيد تشكيل قوات مشاة بحرية الولايات المتحدة رسميًا، ما يلي: «لا يمكن تجنيد أي زنجي أو خلاسي أو هندي». أصدر قائد البحرية ويليام وارد بوروز تعليمات لمجنديه فيما يتعلق بالسياسة العرقية لقوات مشاة بحرية الولايات المتحدة، جاء فيها: «يمكنكم الاستفادة من السود والخلاسيين أثناء عمليات التجنيد، لكن لا يمكنكم تجنيدهم أبدًا». صيغت السياسة العسكرية آنذاك بما يضمن تعزيز مستوى التماسك لوحدات المشاة البحرية بحيث تتكون كل وحدة من عرق واحد فقط، لضمان بقاء الأعضاء مخلصين لبعضهم، وللحفاظ على الانضباط على متن السفينة، إضافةً إلى تقليل احتمال حدوث أي تمرد. حافظت قوات مشاة بحرية الولايات المتحدة على هذه السياسة حتى عام 1942.

## بين عامي 1815 و1840
شكل الأمريكيون الأفارقة جزءًا مهمًا من قوات مشاة البحرية في الفترة الممتدة بين معاهدة غنت والحرب المكسيكية الأمريكية حتى في وقت السلم. جمع العميد البحري لويس وارينجتون بيانات عن الأمريكيين الأفارقة في عام 1839 وأرسلها إلى وزير البحرية كمذكرة مع عدد المجندين من 1 سبتمبر 1838 إلى 17 سبتمبر 1839. توفر هذه الوثيقة بيانات عن خمس محطات تجنيد بحرية تبين تجنيد 1016 رجلًا في الخدمة البحرية، «منها 122 رجلًا أسودًا» أو ما نسبته 12٪ من المجموع الكلي.

## الحرب المكسيكية الأمريكية
كان عدد من الأمريكيين الأفارقة في الجيش خلال الحرب المكسيكية الأمريكية خدمًا للضباط الذين حصلوا على تعويضات حكومية مقابل عمل خدمهم أو عبيدهم، كما شارك جنود من كتيبة لويزيانا من الملونين الأحرار في هذه الحرب. خدم الأمريكيون الأفارقة أيضًا على متن عدد من السفن البحرية خلال الحرب المكسيكية الأمريكية، بما في ذلك يو إس إس تريجر ويو إس إس كولومبوس.

## الحرب الأهلية الأمريكية
تميز تاريخ الأمريكيين الأفارقة في الحرب الأهلية الأمريكية بمشاركة 186.097 أمريكي أفريقي فيها (7122 ضابطًا، و178.975 مجندًا)، موزعين على 163 وحدة. خدمت هذه الوحدات في جيش الاتحاد خلال الحرب الأهلية، في حين خدم العديد من الأمريكيين الأفارقة في بحرية الاتحاد، كما انضم كل من الأمريكيين الأفارقة الأحرار والعبيد الهاربين إلى القتال.
على الجانب الكونفدرالي، استُخدم السود، العبيد والأحرار، في العمالة. كان الجيش الكونفدرالي يتوق لتجنيد أي قوات إضافية في الأشهر الأخيرة من الحرب، لذلك صوت الكونغرس الكونفدرالي لتجنيد السود للقتال؛ وفي حين كان من المقرر أن يحصلوا على وعد بحريتهم لقاء مشاركتهم، إلا أن الحرب انتهت خلال تدريب الوحدات، ولم يشارك أي من السود في القتال.